# Тонконосая бурозубка
Тонконосая бурозубка или дальневосточная бурозубка (Sorex gracillimus) — вид землеройки из рода бурозубок (Sorex), обитающая на Дальнем Востоке России, включая остров Сахалин и Курильские острова, а также в северном Китае, Корее и Японии.

## Описание
Зверёк мелких размеров и изящного телосложения. Лицевая часть головы сильно вытянута даже по сравнению с другими бурозубками. Длина тела от 45 до 66 мм. Относительно длинный хвост (35—49 мм) составляет 75% длины тела и более. Он покрыт длинными волосками, образующими крошечную кисточку. В сравнении с другими землеройками хвост выглядит довольно толстым, волоски на нём слегка распушены. Стопа 9.0—12.5 мм. Окраска двухцветная, спина буровато-коричневого цвета у взрослых зверьков и серо-бурого у молодых. Брюхо светло-серое. К взрослых переход от окраски спины к окраске брюха резкий, контрастный, у молодых постепенный.
Промежуточные зубы мелкие, низкие с широко расставленными вершинами и вытянутыми основаниями коронок.
Хромосомный набор 2n = 36, NF = 62, 13 метацентриков и 4 акроцентриков. Половые хромосомы, и X, и Y  акроцентрические.

## Распространение
Типовое местонахождение на Сахалине: "Dariné, 25 miles [40 км] N.W. of Korsakoff, Saghalien".
Северная граница идёт от Верхне-Зейской котловины (ныне водохранилище) до Удской губы. Далее узкой полосой тянется вдоль морского побережья вплоть до Магадана (крайняя северная точка бассейн реки Тауй). На Дальнем Востоке России повсюду. Заходит в Северную Корею. В Северо-восточном Китае южная граница пересекает Амур чуть западнее хр. Малый Хинган (Хинганский заповедник) и по долине р. Зея выходи к водохранилищу. Заселяет острова Большой Шантар, Сахалин, Кунашир, Малую Курильскую гряду, и Хоккайдо (Япония).

## Образ жизни
В открытых местообитаниях, как правило, не селится — лесной вид. На севере заселяет пойменные местообитания. На Сахалине избегает темнохвойную тайгу и селится по молодым вторичным лесам. В Приморье излюбленный биотоп хвойно-широколиственные леса  у подножья и нижней части склонов. На Шикотане обитает в бамбучниках и на богатых разнотравных лугах. В южной части ареала занимает по численности второе или третье место среди землероек.
Питается по преимуществу членистоногими, дождевые черви играют малую роль. В Приморье основной корм — пауки и многоножки, а на Хоккайдо — к этим двум компонентам добавляются гусеницы бабочек и взрослые жуки. К осени в питании увеличивается роль семян.
Размножается с апреля по октябрь. Самки имеют 2, реже 3, помёта за сезон. Число эмбрионов от 1 до 8, в среднем 5.6 на Сахалине и 5.8 на Хоккайдо. Сеголетки в размножении, как правило, не участвуют, хотя в самой северной Магаданской популяции обнаружены такие редкие случаи.

## Систематика
Этот вид долгое время рассматривался как подвид Sorex minutus, но в настоящее время широко признан его видовой статус. Это доказывают особенности строения половых органов самцов  и черепа, специфические характеристики кариотипа и данные по электрофорезу белков.
Географическая изменчивость была изучена М. В. Охотиной. По мнению М. В. Зайцева с соавторами описанные Охотиной подвиды по комплексу морфометрических признаков различаются слабо. 
- S. g. gracillimus Thomas, 1907, средние размеры. Сахалин, (и Кунашир (?) по мнению М. В. Зайцева с соавторами[2]).
- S. g. minor Okhotina, 1993, относительно мелкие. Приморский край (Россия) до правобережья Амура
- S. g. granti Okhotina, 1993, относительно крупные. Малая Курильская гряда (острова Шикотан, Полонского, Зелёный, Танфильева). Предложено заменить S. gracillimus kurodai Hutterer et Zaitsev, 2004, так как видовое название преоккупировано Sorex grantii Barrett-Hamilton and Hinton, 1913 (Внутренние Гибриды, Шотландия). Новое название дано в честь японского зоолога Курода Нагамити[9].
- S. g. hyojironis Kuroda, 1939, Маньчжурия (ныне провинция Хейлунцзян КНР). По мнению Р. Хуттерера включение этой формы в вид S. gracillimus следует рассматривать как предварительное[10].
- S. g. natalae Okhotina, 1993, Кунашир. Е. М. Григорьев считает, что тонконосые бурозубки Кунашира идентичны таковым с Малой Курильской гряды, и предлагает для S. gracillimus этого острова использовать название S. g. kurodai Hutterer et Zaitsev, 2004[11].

## Комментарии
1. ↑  М. В. Зайцев с соавторами для территории России признают 4 подвида, но перечисляют только три S. g. gracillimus, S. g. minor и S. g. granti[2]. К какому подвиду относятся тонконосые землеройки, живущие на левобережье Амура и к северу до Магада, они не сообщают. По мнению этих авторов на Кунашире обитает номинальная форма, тогда как М. В. Охотина описала оттуда S. g. natalae. Подвидовое название тонконосых бурозубок, обитающих на Хоккайдо, не указано.